# Malaysian Open 2016
BMW Malaysian Open 2016 — жіночий тенісний турнір, що проходив на відкритих кортах з твердим покриттям. Це був 7-й за ліком Malaysian Open. Належав до категорії International у рамках Туру WTA 2016. Відбувся в Kuala Lumpur Golf & Country Club (KLGCC) у Куала-Лумпурі (Малайзія). Тривав з 29 лютого до 6 березня 2016 року

## Очки і призові гроші

### Розподіл очок
| Дисципліна              | П   | Ф   | ПФ  | ЧФ | 1/8 | 1/16 | Q   | Q3  | Q2  | Q1  |
| Жінки, одиночний розряд | 280 | 180 | 110 | 60 | 30  | 1    | 18  | 14  | 10  | 1   |
| Жінки, парний розряд    | 280 | 180 | 110 | 60 | 1   | Н/Д  | Н/Д | Н/Д | Н/Д | Н/Д |

### Розподіл призових грошей
| Дисципліна              | П       | F       | ПФ      | ЧФ     | 1/8    | 1/16   | Q2     | Q1   |
| Жінки, одиночний розряд | $43,000 | $21,400 | $11,500 | $6,175 | $3,400 | $2,100 | $1,020 | $600 |
| Жінки, парний розряд    | $12,300 | $6,400  | $3,435  | $1,820 | $960   | Н/Д    | Н/Д    | Н/Д  |

## Учасниці основної сітки в одиночному розряді

### Сіяні пари
| Країна            | Гравчиня        | Рейтинг1 | Сіяні |
| ----------------- | --------------- | -------- | ----- |
| Італія            | Роберта Вінчі   | 10       | 1     |
| Україна           | Еліна Світоліна | 18       | 2     |
| Німеччина         | Сабіне Лісіцкі  | 31       | 3     |
| Німеччина         | Анніка Бек      | 40       | 4     |
| Японія            | Нао Хібіно      | 60       | 5     |
| Канада            | Ежені Бушар     | 61       | 6     |
| Китайський Тайбей | Сє Шувей        | 65       | 7     |
| КНР               | Чжен Сайсай     | 72       | 8     |

- 1 Рейтинг подано станом на 22 лютого 2016.

### Інші учасниці
Нижче наведено учасниць, які отримали вайлдкард на участь в основній сітці:
- Сабіне Лісіцкі
- Еліна Світоліна
- Роберта Вінчі
- Чжан Лін

Нижче наведено гравчинь, які пробились в основну сітку через стадію кваліфікації:
- Мію Като
- Барбора Крейчикова
- Луксіка Кумхун
- Одзакі Ріса
- Ян Чжаосюань
- Чжу Лінь

### Знялись з турніру
До початку турніру
- Алісон Ріск → її замінила  Чжан Кайчжень
- Анастасія Севастова → її замінила  Яна Чепелова
- Айла Томлянович → її замінила  Ван Яфань

## Учасниці основної сітки в парному розряді

### Сіяні
| Країна            | Гравчиня          | Країна | Гравчиня           | Рейтинг | Сіяна |
| ----------------- | ----------------- | ------ | ------------------ | ------- | ----- |
| КНР               | Лян Чень          | КНР    | Ван Яфань          | 87      | 1     |
| Хорватія          | Дарія Юрак        | США    | Ніколь Мелічар     | 113     | 2     |
| Китайський Тайбей | Чжань Цзіньвей    | Чехія  | Барбора Крейчикова | 143     | 3     |
| Росія             | Марина Мельникова | Росія  | Олександра Панова  | 151     | 4     |

- Рейтинг подано станом на 22 лютого 2016.

### Інші учасниці
Пари, що отримали вайлдкард на участь в основній сітці:
- Нао Хібіно /  Чжан Лін
- Лю Фанчжоу /  Джавайрія Нурдін

## Переможниці

### Одиночний розряд
- Еліна Світоліна  —  Ежені Бушар 6–7(5–7), 6–4, 7–5

### Парний розряд
- Варатчая Вонгтінчай /  Ян Чжаосюань —  Лян Чень /  Ван Яфань 4–6, 6–4, [10–7]